# Państwowe Gospodarstwo Leśne Lasy Państwowe

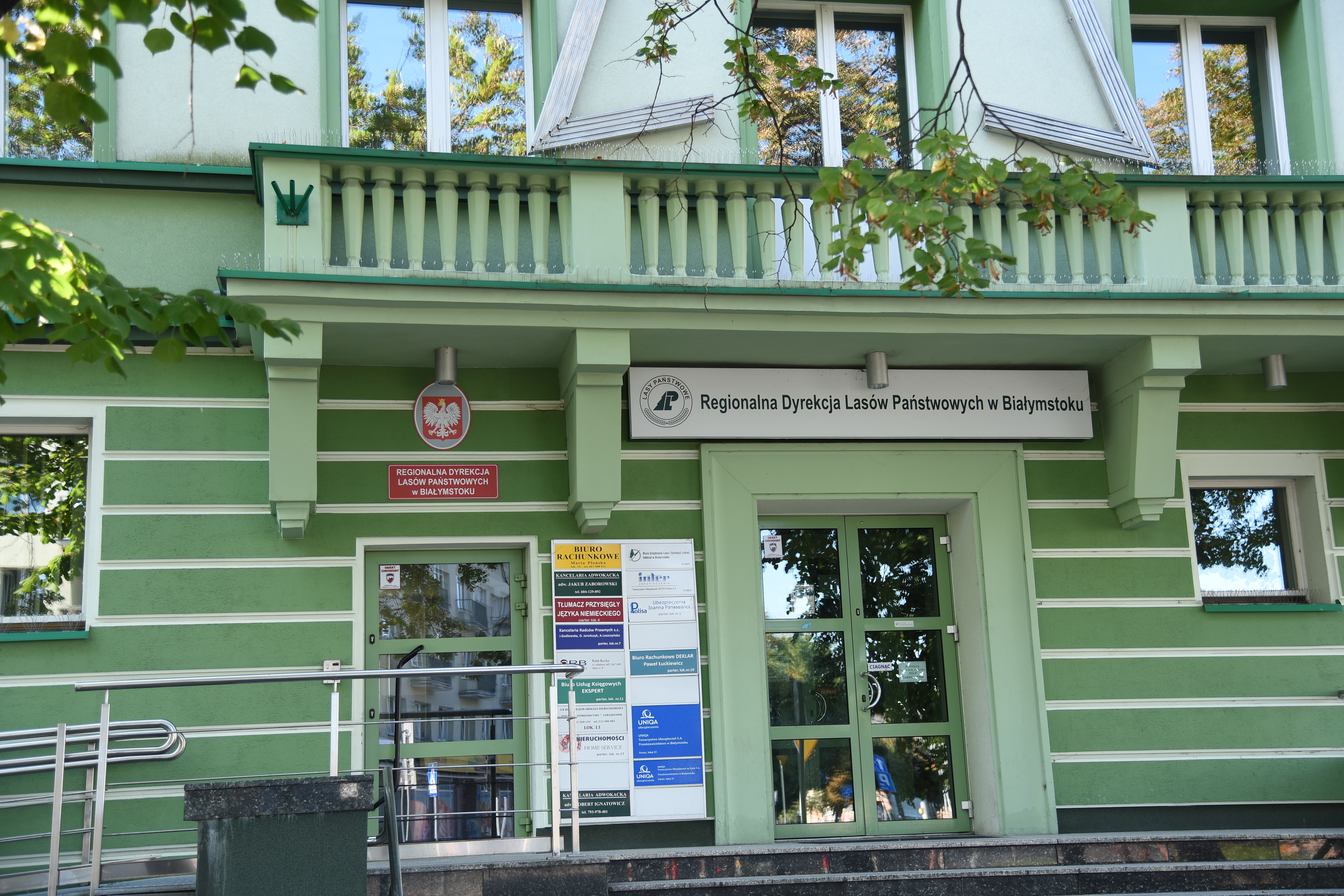
Regionalna Dyrekcja Lasów Państwowych w Białymstoku

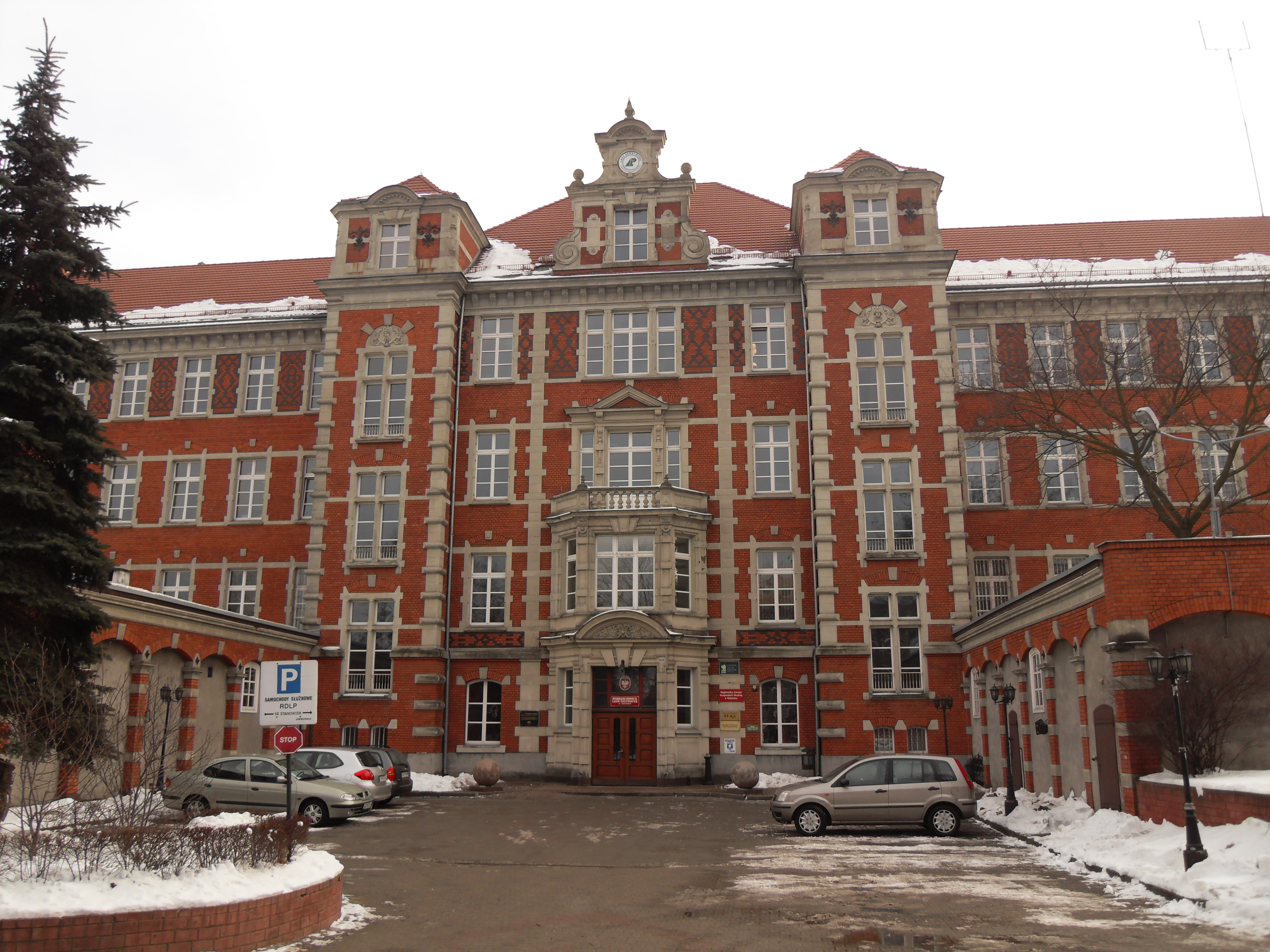
Regionalna Dyrekcja Lasów Państwowych w Gdańsku

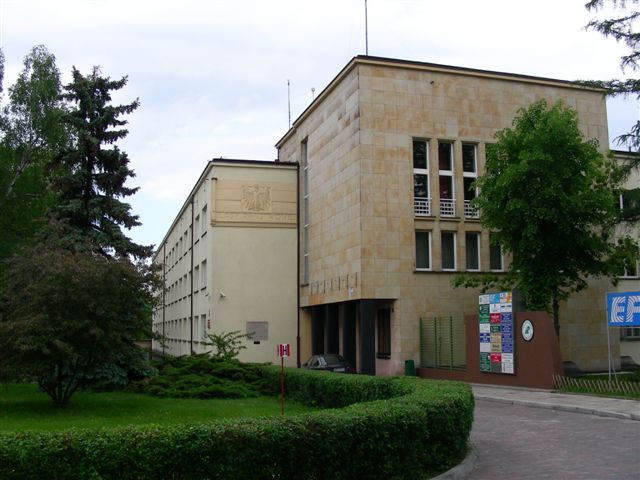
Regionalna Dyrekcja Lasów Państwowych w Radomiu

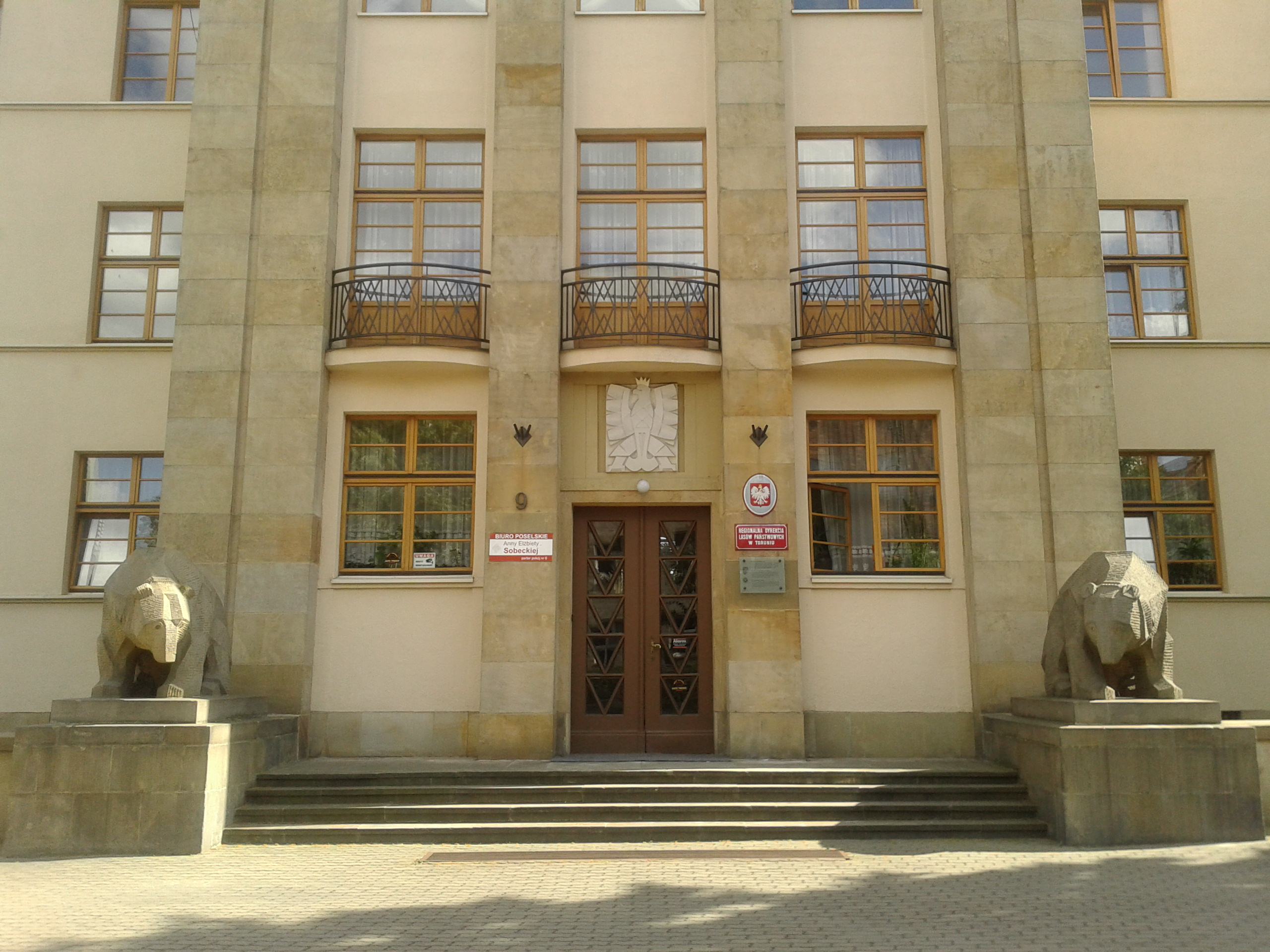
Regionalna Dyrekcja Lasów Państwowych w Toruniu

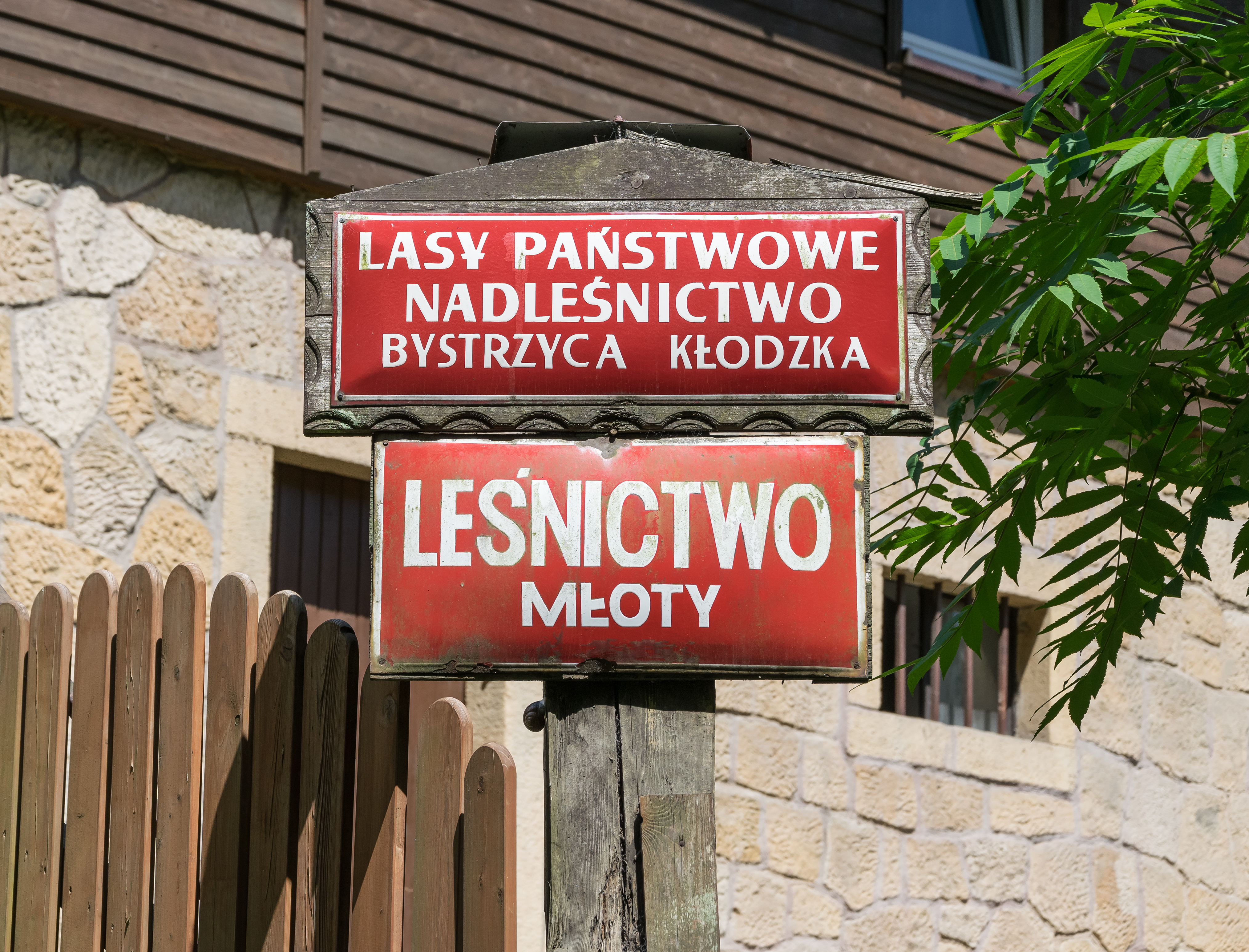
Tablice informacyjne przed leśniczówką w Młotach

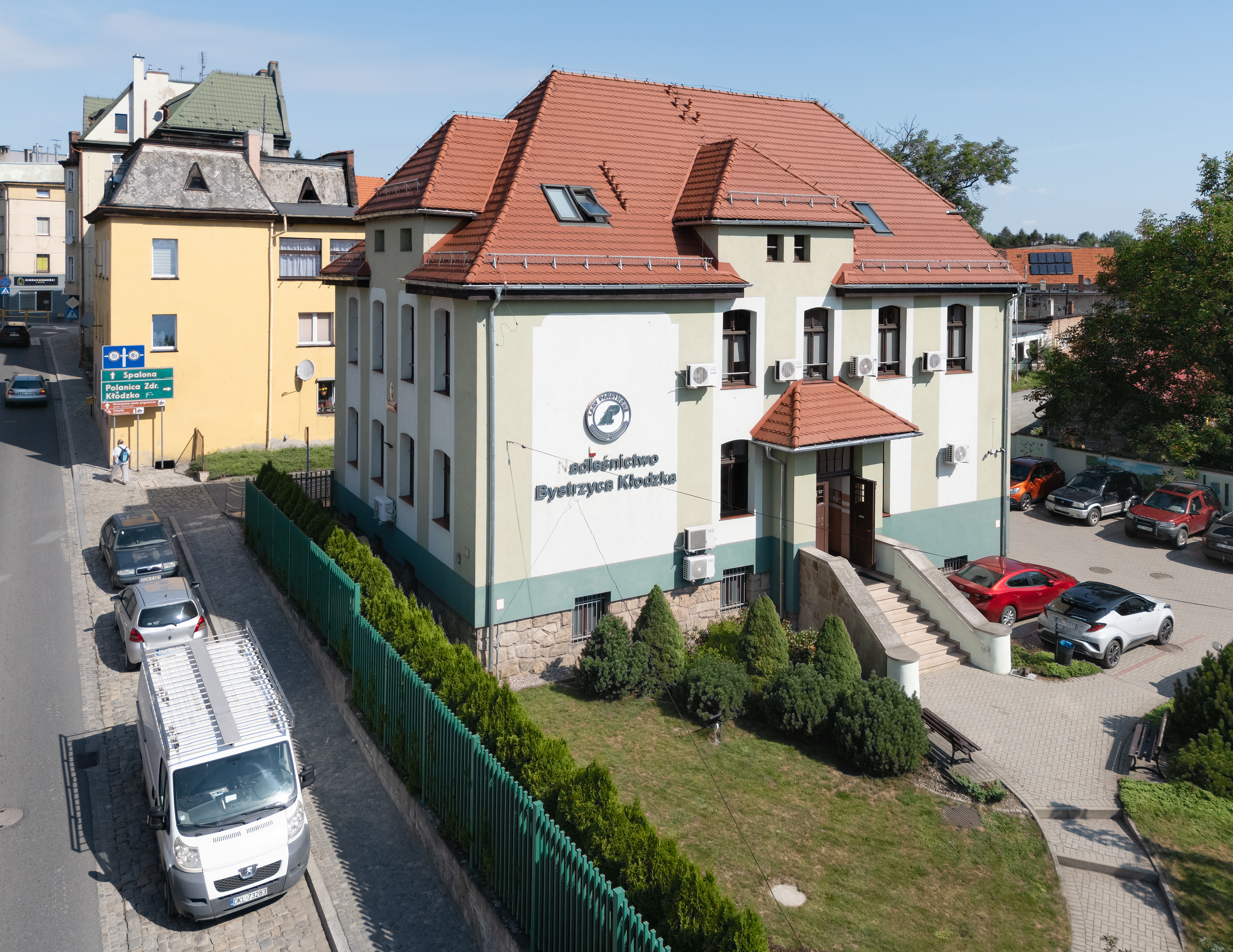
Nadleśnictwo Bystrzyca Kłodzka

Państwowe Gospodarstwo Leśne Lasy Państwowe – państwowa jednostka organizacyjna nieposiadająca osobowości prawnej, niebędąca przedsiębiorstwem, działająca od 1992 na terenie Polski jako spadkobierczyni przedsiębiorstwa państwowego utworzonego w 1924. Lasy Państwowe prowadzą gospodarkę leśną, dbając przy tym o stan zarządzanych terenów, tj. o zachowanie walorów przyrodniczych i krajobrazowych.
Lasy w zarządzie PGL Lasy Państwowe zajmują 7,13 miliona ha i na ich terenie możliwe jest zbieranie runa leśnego – jagód, grzybów itp. Lasy Państwowe reprezentują Skarb Państwa w zakresie zarządzania mieniem. W ramach tego zarządu prowadzą gospodarkę leśną, gospodarują gruntami i innymi nieruchomościami oraz ruchomościami związanymi z gospodarką leśną, a także prowadzą ewidencję majątku Skarbu Państwa. Kontrolują również pozyskiwanie drewna z lasów prywatnych, jeśli wykonanie takiej działalności zleci i opłaci właściwe starostwo powiatowe.

## Kierownictwo[10]
- Adam Wasiak – Dyrektor Generalny od 5 sierpnia 2025[11]
- Jerzy Fijas – zastępca Dyrektora Generalnego do spraw gospodarki leśnej od 12 stycznia 2024[12]
- Bogdan Jaroszewicz – zastępca Dyrektora Generalnego do spraw przyrody i edukacji od 12 lutego 2024
- Marcin Polak – zastępca Dyrektora Generalnego do spraw ekonomicznych od 13 lutego 2024[13]

## Historia

### Pierwotne instytucje z okresu II Rzeczypospolitej
23 listopada 1920 rząd Wincentego Witosa utworzył cztery okręgowe zarządy lasów państwowych z siedzibami w Warszawie, Radomiu, Siedlcach i Lwowie. 
28 czerwca 1924 prezydent Stanisław Wojciechowski ustanowił w ich miejsce przedsiębiorstwo państwowe Polskie Lasy Państwowe. Charakter przedsiębiorstwa państwowego Polskie Lasy Państwowe utraciły 1 lutego 1925. 3 grudnia 1930 prezydent Ignacy Mościcki postawił na czele PLP Dyrekcję Naczelną Lasów Państwowych.
30 września 1936 prezydent Mościcki powołał, znosząc poprzedni stan prawny, państwowe gospodarstwo leśne pod nazwą Lasy Państwowe. Dyrekcja Naczelna Lasów Państwowych funkcjonowała jednak nadal do jej likwidacji dekretem rządu Józefa Cyrankiewicza 5 września 1947.

### Instytucje z okresu Polskiej Rzeczypospolitej Ludowej
W wyniku upaństwowienia lasów po zakończeniu II wojny światowej wszystkie lasy o obszarze przekraczającym 25 hektarów znalazły się w rękach państwa. W efekcie w 2005 roku około 85% powierzchni lasów należało do państwa.
5 września 1947 dotychczasowe uprawnienia Dyrekcji Naczelnej Lasów Państwowych przejął minister leśnictwa Bolesław Podedworny. 1 stycznia 1950 na mocy ustawy Sejmu Ustawodawczego rozpoczęły działalność przedsiębiorstwa pod nazwą rejonów lasów państwowych, podlegające Centralnemu Zarządowi Lasów Państwowych i zastąpione 1 stycznia 1951 przez okręgi lasów państwowych. W październiku 1956 stały się one jednostkami budżetowymi, a w 1958 przybrały formę przedsiębiorstw wielozakładowych. W 1960 otrzymały nazwę okręgowych zarządów lasów państwowych.
Okręgowe zarządy lasów państwowych zostały z dniem 1 stycznia 1992 przekształcone w regionalne dyrekcje lasów państwowych, wchodząc w skład utworzonych wówczas Lasów Państwowych.

### Organizacja i rozwój w okresie III Rzeczypospolitej
Lasy Państwowe działają na podstawie ustawy z 28 września 1991 r. o lasach, jako państwowa jednostka organizacyjna nieposiadająca osobowości prawnej.
W grudniu 1990 roku zapadła decyzja w sprawie budowy Systemu Informatycznego Lasów Państwowych. Dostawcą sprzętu zostało przedsiębiorstwo Hewlett-Packard, a oprogramowania – Schnelldatenservice-SDS Austria. Wdrażanie systemu rozpoczęto w roku 1995, a funkcjonuje od 1997 roku we wszystkich nadleśnictwach w Polsce.
W 2010 r. rząd zaplanował włączenie Lasów Państwowych do sektora finansów publicznych. Sprzeciw wyraziły liczne środowiska związane z leśnictwem. Rozpoczęto również zbieranie podpisów pod wnioskiem o poddanie pod referendum ogólnokrajowe sprawy przyszłości PGL „Lasy Państwowe”. W marcu 2010 dziennik „Rzeczpospolita” skrytykował Lasy Państwowe za umożliwienie wybranym pracownikom wykupu niektórych nieruchomości z 95% bonifikatą. W 2012 roku tygodnik „Polityka” poruszył temat rozbudowy nieruchomości leżących na terenie rezerwatów i należących do osób z kierownictwa LP.
Drugi koalicyjny rząd Donalda Tuska powrócił do kwestii Lasów Państwowych w 2013/2014. Nałożył na Lasy Państwowe w latach 2014–2015 obowiązek odprowadzenia do budżetu państwa łącznej kwoty 1,6 mld złotych, a od roku 2016 Lasy dokonują wpłaty w wysokości 2 proc. od wartości sprzedaży drewna. W reakcji ruszyła kolejna akcja zbierania podpisów pod wnioskiem o referendum ogólnokrajowe.

## Finanse
Fundamentem ekonomicznym Lasów Państwowych jest zasada samofinansowania – PGL LP przeznacza wygospodarowane środki na własne potrzeby, nie płacąc właścicielowi (państwu) żadnej formy dywidendy (takie rozwiązania są powszechne w zachodniej Europie). W Polsce działalność związana z leśnictwem, a więc podstawowa działalność PGL LP, jest zwolniona z podatku dochodowego, a podlega pod podatek leśny. Stąd w roku 2012, przy przychodach 7,355 mld zł, podatek dochodowy CIT zapłacony przez Lasy Państwowe wyniósł 42 mln zł, a podatek leśny 168 mln zł. W sumie w roku 2012, podobnie jak w latach kolejnych, do skarbu państwa PGL LP odprowadziły mniej niż 3% przychodów.
PGL LP posiada także instrument wyrównywania niedoborów finansowych w poszczególnych nadleśnictwach – Fundusz Leśny. Zasilają go przede wszystkim środki pochodzące z nadleśnictw, tzw. odpis podstawowy, czyli ustalany corocznie procent przychodów od sprzedanego drewna (w roku 2013 14,5%). Dysponentem funduszu jest Dyrektor Generalny Lasów Państwowych. Typowym przykładem działania tego instrumentu jest wsparcie nadleśnictw, w których drzewostany zostały dotknięte klęską żywiołową.
We wnioskach pokontrolnych z 2015 roku Najwyższa Izba Kontroli zwróciła uwagę na znaczny wzrost produkcji drewna przez LP, który przekłada się głównie na wzrost wynagrodzeń (o 29% od 2010 roku).
Wyniki finansowe Lasów Państwowych:
| Rok  | Przychód     | Wynik netto  |
| ---- | ------------ | ------------ |
| 2013 | 7,28 mld zł  | 305 mln zł   |
| 2014 | 8,02 mld zł  | 422 mln zł   |
| 2015 | 8,12 mld zł  | 382 mln zł   |
| 2016 | 8,4 mld zł   | 404 mln zł   |
| 2017 | 8,96 mld zł  | 435 mln zł   |
| 2018 | 9,71 mld zł  | 537 mln zł   |
| 2019 | 9,15 mld zł  | 415 mln zł   |
| 2020 | 8,61 mld zł  | 488 mln zł   |
| 2021 | 10,1 mld zł  | 701 mln zł   |
| 2022 | 15,2 mld zł  | 986 mln zł   |
| 2023 | 14,27 mld zł | 640 mln zł   |
| 2024 | 11,2 mld zł  | 869,7 mln zł |

## Struktura organizacyjna

Mapa nadleśnictw

Od początku istnienia w Lasach Państwowych przyjęto trójstopniowy model organizacji. Lasami Państwowymi zarządza Dyrekcja Generalna kierowana przez powoływanego i odwoływanego przez ministra właściwego ds. środowiska dyrektora generalnego Lasów Państwowych.
W skład Lasów Państwowych wchodzi łącznie 469 jednostek organizacyjnych. Oprócz Dyrekcji Generalnej są to:
- regionalne dyrekcje Lasów Państwowych (17),
- nadleśnictwa (429),
- zakłady o zasięgu regionalnym, podległe RDLP, jak np. Gospodarstwo Rybackie Krogulna (15),
- zakłady o zasięgu krajowym, jak np. Ośrodek Kultury Leśnej w Gołuchowie, Leśny Bank Genów (7).

Drugim szczeblem organizacyjnym jest 17 regionalnych dyrekcji Lasów Państwowych. Ich siedziby znajdują się w następujących miastach:
Trzecim szczeblem w hierarchii administracji leśnej są nadleśnictwa, na których czele stoją nadleśniczowie. Nadleśnictw jest 429 (2023 r.). Nadleśnictwa podzielone są na 1–5 obrębów, a obręby dzielą się na kilka-, kilkanaście leśnictw, w których gospodarują leśniczowie i pomagający im podleśniczowie.
Jednostki Lasów Państwowych, takie jak nadleśnictwa czy dyrekcje regionalne LP, nie posiadają osobowości prawnej i nie są przedsiębiorstwami, posiadają natomiast zdolność do czynności prawnych (m.in. nadleśniczy reprezentuje Skarb Państwa, ale również wydaje decyzje administracyjne i jest osobiście odpowiedzialny za przestrzeganie prawa).

## Dyrektorzy Generalni
- Andrzej Rodziewicz (1991–1993)
- Janusz Dawidziuk (1993–1997)
- Krzysztof Bałazy (1997–2001)
- Janusz Dawidziuk (2001–2005)
- Andrzej Matysiak (2005–2007)
- Jerzy Piątkowski (2007–2008)
- Marian Pigan (2008–2012)
- Adam Wasiak (2012–2015)
- Konrad Tomaszewski (1997–2001; 2015–2018)
- Andrzej Konieczny (2018–2021)
- Józef Kubica (2022–2024, od 9 kwietnia 2021 jako p.o. dyrektora generalnego)
- Witold Koss (2024–2025)
- Adam Wasiak (od 2025)

## Zatrudnienie
Lasy Państwowe zatrudniają ponad 25 tys. osób (w roku 2021 przeciętne miesięczne zatrudnienie w Lasach Państwowych wynosiło 25 520 osób). Zdecydowana większość (90%) to pracownicy nadleśnictw.
Część pracowników wchodzi w skład Służby Leśnej. Ta grupa przy wykonywaniu czynności służbowych korzysta z ochrony prawnej, przewidzianej w przepisach prawa karnego dla funkcjonariuszy publicznych. Posiada również uprawniania do noszenia munduru. W 2021 r. w Służbie Leśnej znajdowało się 69% kadry. Stanowiska i zasady wynagradzania w Służbie Leśnej reguluje specjalne rozporządzenie. Wszyscy pracownicy korzystają z ochrony i przywilejów zapisanych w układzie zbiorowym.
Lasy Państwowe posiadają Straż Leśną, wewnętrzną umundurowaną formację o charakterze policyjnym.
Praca w Lasach Państwowych uchodzi za atrakcyjną ze względu na możliwość kontaktu z przyrodą. Atutem jest też poziom wynagrodzeń, przekraczający średnią krajową. Przeciętne wynagrodzenie miesięczne ogółem w Lasach Państwowych w roku 2022 wynosiło 9 048,7 zł. Od 2009 r. mieszkania służbowe przysługują wyłącznie pracownikom zatrudnionym na stanowisku leśniczego i nadleśniczego, które wiążą się z koniecznością zamieszkania w terenie. 
W przypadku części stanowisk w Lasach Państwowych formą zatrudnienia jest powołanie. Dotyczy to dyrektora generalnego, nadleśniczych oraz dyrektorów i zastępców: RDLP, zakładów krajowych i zakładów regionalnych.
W Lasach Państwowych ustanowiono odznaczenie, nawiązujące do tradycji białej broni paradnej leśników – Kordelas Leśnika Polskiego. Jest nadawany leśnikom, którzy oddali szczególne zasługi dla rozwoju polskich lasów. Otrzymują go również osoby, które współpracują z Lasami Państwowych bądź o których przychylność zabiegają poszczególni dyrektorzy. Kawalerami kordelasa są m.in. aktor Janusz Rewiński, biskup Stanisław Dziwisz, Jarosław Zieliński czy też prezydent Andrzej Duda.

## Siedziba
Od 2013 r. siedziba Dyrekcji Generalnej Lasów Państwowych mieści się w biurowcu przy ulicy Grójeckiej 127 w Warszawie (wcześniej należącym do firm Prokom Software i Asseco Poland). Przedtem przez kilkadziesiąt lat był to gmach Dyrekcji Naczelnej Lasów Państwowych przy ulicy Wawelskiej 52/54, a przejściowo budynek Instytutu Badawczego Leśnictwa przy ulicy Bitwy Warszawskiej 1920 roku 3.

## Lasy w Polsce
Skład gatunkowy lasów w Polsce w 2005 według gatunków panujących:
- sosna i modrzew 67,4%
- świerk, jodła i daglezja 8,2%
- dąb, jesion, klon, jawor, wiąz 6,7%
- brzoza 6,3%
- olsza 5,3%
- buk 5,0%
- drzewa liściaste innych gatunków 1,1%

Struktura wiekowa polskich lasów w 2005:
- od 1 roku do 20 lat – 11,0%
- od 21 do 40 lat – 17,5%
- od 41 do 60 lat – 23,9%
- od 61 do 80 lat – 19,2%
- od 81 do 100 lat – 13,5%
- od 101 do 120 lat – 5,9%
- pozostałe – 2,8%

Według wyników WISL 2009–2013 przeciętna zasobność lasów w Polsce wynosiła 266 m³/ha. Wcześniej, według stanu na 1 stycznia 2008, średnia zasobność drzewostanów w LP wynosiła 240 m³/ha

### Status prawny
PGL LP jest państwową jednostką organizacyjną nieposiadającą osobowości prawnej. „Lasy Państwowe działają na kształt służby państwowej z takimi atrybutami, jak prawo do noszenia mundurów i używania godła Rzeczypospolitej Polskiej, ochrona prawna przewidziana dla funkcjonariuszy publicznych, prawo do bezpłatnego mieszkania, czy do płatnego urlopu na poratowanie zdrowia itp.”. Jednocześnie, w odróżnieniu od innych służb mundurowych, np. policji, pracownicy PGL LP mogą być radnymi, działać w samorządach. Oznacza to, że PGL LP mogą mieć bezpośredni wpływ na lokalną politykę leśną, np. poprzez blokowanie przez samorządy zakładania nowych parków narodowych.
Działalność PGL LP podlega nadzorowi ministerstwa środowiska. „Przepisy ustawy o lasach ani inne przepisy prawne nie definiują jednak pojęcia nadzoru Ministra Środowiska nad Lasami Państwowymi i nad gospodarką leśną. Nie wskazują też wyraźnych środków kontroli oraz środków korygujących nadzorowaną działalność, co umożliwia Dyrektorowi Generalnemu Lasów Państwowych realizację dość nieskrępowanej polityki i gwarantuje dużą samodzielność w podejmowanych działaniach”.
Co więcej, ustawa o lasach uprawnia PGL LP do prowadzenia w imieniu Skarbu Państwa działalności stricte gospodarczej, sugerując dualizm organizacyjno-prawny tej jednostki. Lasy Państwowe są więc równocześnie firmą nastawioną na maksymalizację zysków. Przychód PGL LP to ok. 8 mld zł rocznie (dane na rok 2015).
Około 90 proc. sumy przychodu pochodzi ze sprzedaży drewna. W 2019 r. do budżetu państwa wpłynęło z tego tytułu 2,8 mld.
Lasy Państwowe posiadają pozycję monopolisty na rynku sprzedaży drewna w Polsce (jedynie 4% udziałów w rynku sprzedaży drewna pochodzi z lasów prywatnych). Regulacje w zakresie ustalania warunków sprzedaży drewna są wydawane jednoosobowo przez Dyrektora Generalnego w formie zarządzenia na podstawie statutu PGL LP.
Polityka finansowa PGL LP wielokrotnie spotykała się z krytyką NIK. „Mimo spadku przychodów w latach 2011–2013 Lasy Państwowe sukcesywnie zwiększały koszty zarządu, w tym koszty wynagrodzeń, które od 2010 r. wzrosły o ponad 26 proc.”. Należy podkreślić, że były to lata zamrożenia płac w sektorze budżetowym. Przeciętne wynagrodzenie miesięczne w PGL LP „wzrosło o ponad 24 proc. – do 6980 zł (w Dyrekcji Generalnej o blisko 29 proc. – do kwoty 11 133 zł)”. W 2014 r. płace w LP „wzrosły o kolejne 3,5 proc. (w sumie od 2010 r. – już o 29,2%). Przeciętne miesięczne wynagrodzenie w Lasach Państwowych w roku 2014 wyniosło 7229 zł”. Joanna Solska pisze: „Nadleśniczy zarobkami przebijają premiera, mogą wyciągać nawet 18 tys. zł”.
Co więcej, NIK wielokrotnie wskazywała na rozdmuchanie wydatków majątkowych PGL LP, na przykład podkreślając wysoki standard renowacji i modernizacji zabytkowych leśniczówek oraz kwater myśliwskich. Wątpliwości budzi również zasadność zakupu siedziby Lasów Państwowych, m.in. ponieważ nie przeprowadzono rzetelnej analizy ekonomicznej różnych wariantów inwestycji.

### Informacje z zakresu ochrony zasobów leśnych
Według analiz Ministerstwa Rozwoju, koszty realizacji misji PGL LP, którą jest, między innymi, „wykorzystanie lasów jako narzędzia ochrony i kształtowania środowiska przyrodniczego”, stanowią jedynie niewielką część ich kosztów. Duża część wypracowywanej nadwyżki nie jest przekazywana na poprawę działalności podstawowej, ale jest konsumowana przez szybki wzrost płac, przedstawiony powyżej. NIK ustaliła, że „środki przeznaczane przez Lasy Państwowe na ochronę i hodowlę lasów, a więc nakłady kluczowe dla zachowania i ochrony lasów oraz ekosystemów leśnych, a także na utrzymanie i powiększanie zasobów i upraw leśnych, stanowiły w badanym okresie zaledwie 13 proc. kosztów ogółem i były ponad trzykrotnie niższe od kosztów ogólnego zarządu”.
Gospodarka finansowa PGL LP nastawiona jest na maksymalizację zysków, co „stwarza ryzyko nieosiągnięcia podstawowych celów działania Lasów Państwowych: zachowania i ochrony lasów oraz ekosystemów leśnych, a także utrzymania i powiększania upraw i zasobów leśnych”.
NIK podkreśla, że w celu ciągłego zwiększania własnego przychodu, PGL LP musi zwiększać ilość sprzedawanego drewna, co oczywiście wiąże się z wycinką coraz większej liczby drzew. Co ważne, strategia ta nie musi być skuteczna: „np. w latach 2011–2013 mimo zwiększenia ilości sprzedanego drewna o 6,5 proc., przychody ze sprzedaży spadły o 3,8 proc. W roku 2014 przychody ze sprzedaży drewna wzrosły głównie dzięki wyższej cenie za m3 oraz dzięki po raz kolejny zwiększonej wycince drzew”. Zwiększona wycinka drzew jest więc finansowo nieefektywna, budząc jednocześnie ogromne wątpliwości z punktu widzenia ekologii i ochrony środowiska.
Działalność PGL LP w zakresie wycinki lasów jest niezgodna z obowiązującą wiedzą naukową na temat zmian klimatu i sposobów radzenia sobie z nimi. Wycinki prowadzone są w całym kraju na terenach najcenniejszych i najstarszych lasów – w Puszczy Karpackiej, Puszczy Boreckiej, na Pogórzu Przemyskim, w Puszczy Bukowej itd. Jednocześnie na wielu terenach zalesionych w okresie po II wojnie światowej, które mają „nikłą wartość przyrodniczą” (np. monokulturowe uprawy sosny czy uprawy na słabych glebach, które nie wykształciły wartościowej przyrodniczo charakterystyki), wycinka prowadzona jest w stopniu niewykorzystującym potencjału tych upraw. Według analizy Ministerstwa Rozwoju, zwiększenie podaży surowca drzewnego jest możliwe bez szkód dla środowiska. Drzewostany przeszłorębne (a więc takie, które powinny już zostać wycięte, aby uniknąć ryzyka uszkodzeń drewna) mają wartość ok. 22 mld zł.
Jednocześnie PGL LP przeciwstawia się objęciu kilkunastu procent starych polskich lasów ochroną całkowitą, co postulują naukowcy i organizacje pozarządowe. Np. wg Antoniego Kostki, przewodniczącego Rady Fundacji Dziedzictwo Przyrodnicze, trzeba „stworzyć coś w rodzaju „obszarów dzikości”, co by odpowiadało amerykańskiej definicji „wilderness areas”, którymi dalej mogą zarządzać Lasy Państwowe, ale chodziłoby o to, żeby tam nie polować i nie wycinać drzew”. Tymczasem na trwałe „wyłączonych z pozyskania drewna i gospodarki leśnej jest zaledwie kilka procent polskich lasów. Od 20 lat nie został na terenie Polski powołany żaden nowy park narodowy, a te które są obejmują zaledwie 1% powierzchni kraju, podczas gdy na Słowacji jest to 6%, a w Norwegii – ponad 18%”.
Poza parkami narodowymi najlepszą dostępną formą ochrony lasów są w Polsce rezerwaty przyrody, „jednak tylko niewielka ich część to rezerwaty ścisłe, gdzie całkowicie wykluczona jest jakakolwiek wycinka. Rezerwatów przyrody na terenach zarządzanych przez Lasy Państwowe jest (...) bardzo niewiele, stanowią tylko 1,7% powierzchni leśnej”. Bardzo niewiele, bowiem spośród 1501 rezerwatów w Polsce 1289 (tylko 86%) zlokalizowanych jest na gruntach w zarządzie PGL LP. 
Wycinki prowadzone w najbardziej wartościowych przyrodniczo lasach, np. w Puszczy Karpackiej, oznaczają nie tylko (co oczywiste) zniszczenia samych drzew, ale również erozję gleby i zagrożenie dla wielu gatunków roślin i zwierząt będących częścią lokalnego ekosystemu. Wycinki starych lasów nie rekompensuje sadzenie nowych drzew. Nie wszystkie sadzonki przeżyją, las rosnący bardzo długo nie ma takiej samej wartości przyrodniczej, jak las w pełni wytworzony, poza tym sadzi się najczęściej drzewa jednego gatunku (w Polsce przeważa sosna), co nie sprzyja bioróżnorodności. Co więcej, wycięcie starego lasu, który przez dziesięciolecia kumulował węgiel (np. na opał lub wyrób papieru czy mebli) doprowadza do uwolnienia do atmosfery dwutlenku węgla, jaki będzie na powrót kumulować się w młodych lasach. Podczas gdy każdy las zatrzymuje wodę, lasy górskie, takie jak Puszcza Karpacka, odgrywają ważną rolę w zapobieganiu powodziom.
W podsumowaniu swego raportu na temat gospodarki finansowej PGL LP, NIK uznała, że sposób prowadzenia tej gospodarki „w sposób znaczący zwiększa ryzyko nieosiągnięcia podstawowych celów działania Gospodarstwa, jakimi są przede wszystkim zachowanie i ochrona lasów oraz ekosystemów leśnych, a także utrzymanie i powiększanie zasobów i upraw leśnych. Zdaniem NIK tak prowadzona przez PGL LP gospodarka finansowa w dłuższej perspektywie może naruszać równowagę między produkcyjną funkcją lasu a funkcjami społecznymi, ekologicznymi i kulturowymi i w konsekwencji utrudnić utrzymanie trwale zrównoważonej gospodarki leśnej”.